# Sione Taione
Percy Sione Havea Taione (Útui, 2 de septiembre de 1971), más comúnmente conocido como Sione Taione, es un político tongano.  

## Educación
Asistió a la escuela primaria de Beulah y continuó a la secundaria en Beulah College. Continuó en educación terciaria y obtuvo un Diploma en Derecho de la Universidad del Pacífico Sur. Comenzó a trabajar en la Corte Suprema como traductor en 1990 y en 1997 se convirtió en intérprete. Se convirtió en el secretario del Tribunal Supremo en 2005. Lleva más 20 años trabajando en la Corte Suprema de Tonga. Es uno de los primeros mediadores calificados en Tonga y también es el asesor legal de la Asociación de Servicios Públicos de Tonga (PSA) antes de ingresar a la política.  

## Carrera política
Su carrera en la política nacional comenzó cuando fue elegido representante popular para el distrito electoral de Tongatapu 8 en las elecciones generales de 2010. Como candidato por el Partido Democrático de las Islas Amigas, obtuvo el 34,1 % de los votos, eliminando a otros nueve candidatos.

## Vida privada
Taione pertenece a la Iglesia Adventista del Último Día y sirve como mayor de la iglesia de Malapo en Tonga.